# Keihässalmi
Keihässalmi ( numéro de fanion 05) était un mouilleur de mines de la Forces maritimes finlandaises. Il a été mis en service en 1957 et est resté en service jusqu'en 1994, après quoi il a été transformé en navire musée à Turku. Le navire a été nommé d'après le détroit de Keihässalmi, situé à Sipoo. Keihässalmi a été le premier mouilleur de mines finlandais à être construit après la Seconde Guerre mondiale.

## Historique
Keihässalmi a été conçu selon les leçons apprises des poseurs de mines de la Ruotsinsalmi-class minelayer (en), mais avec une taille et un tonnage accrus. Il était plus solide, plus navigable et plus rapide que son prédécesseur. La construction a eu lieu de 1956 à 1957 au chantier naval Valmet Oy à Helsinki. Le naufrage du Riilahti en 1943 avait laissé un grand vide dans les capacités de guerre des mines finlandaises, et un nouveau navire était nécessaire. Cela durera jusqu'au milieu des années 1950 avant que cela ne soit réglé, en raison des conditions d'après-guerre difficiles et des paiements de guerre qui comprenaient de nombreux navires à construire dans les chantiers navals finlandais.
Le Keihässalmi était équipé de presque tous les systèmes d'armes disponibles pour la marine finlandaise (à l'exception des torpilles), bien qu'elle soit principalement un mouilleur de mines et un dragueur de mines. Il a été lancé le 16 mars 1957 et le navire est resté le plus grand navire de la marine finlandaise jusqu'en 1962, date à laquelle la frégate Matti Kurki a été achetée à la Royal Navy. 
À un moment donné, un canon de 75 mm a été installé sur le navire, car la marine finlandaise ne disposait pas réellement de navires de combat. Le navire était également utilisé pour la formation et était envoyé en voyage à chaque saison de navigation. Keihässalmi était bon marché à exploiter et nécessitait un faible effectif (important car la marine finlandaise avait une restriction de main-d'œuvre), mais le navire a fait ses preuves au fil des décennies. Le navire a subi des réparations et du réaménagement de 1975 à 1981, lorsque sa navigabilité a été améliorée par l'installation de citernes de ballast. L'armement a été modernisé et le tir était désormais guidé par radar. Keihässalmi était le fleuron de la marine finlandaise et il a effectué de nombreuses visites dans d'autres pays dans les années 1960. Elle était le navire école officiel de la marine de 1975 à 1979, en attendant le remplacement du Matti Kurki. Il a pris sa retraite et transformé en navire-musée en 1994. Il est actuellement exposé au musée Forum Marinum à Turku.

## Galerie

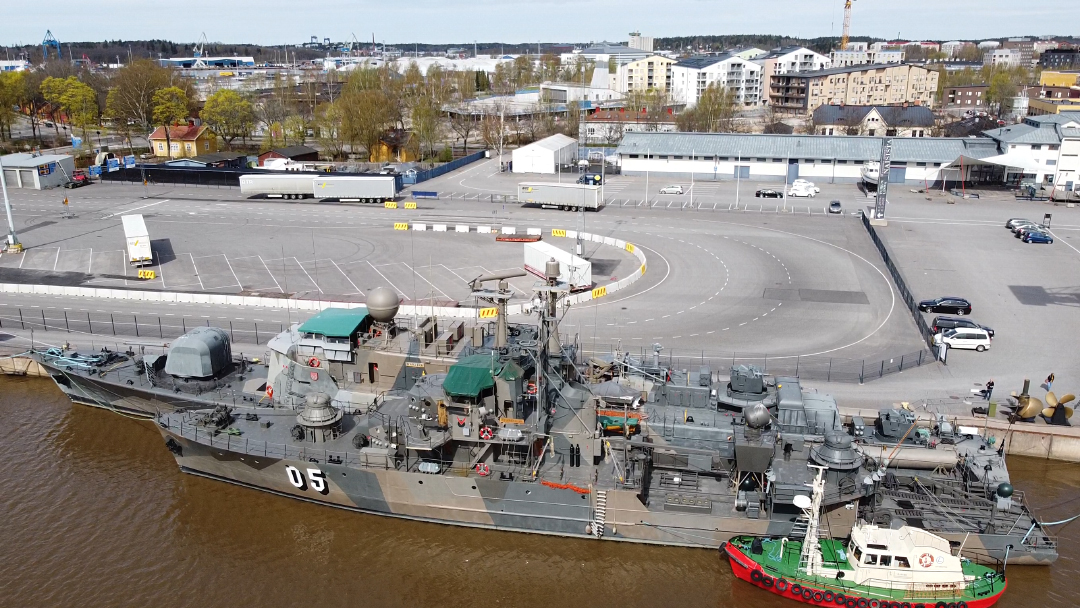
Keihässalmi au Forum Marinum (2020)
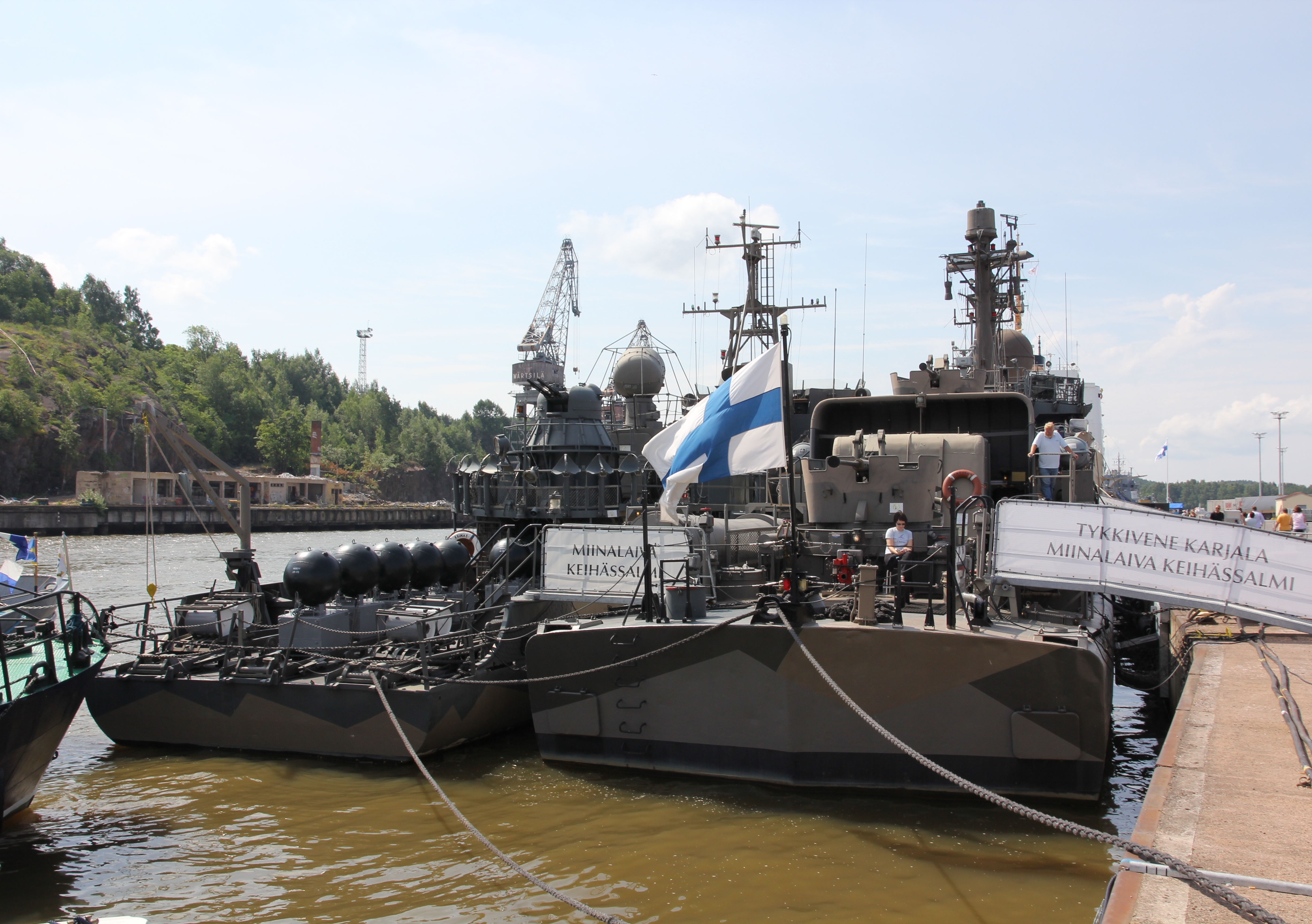
Keihässalmi
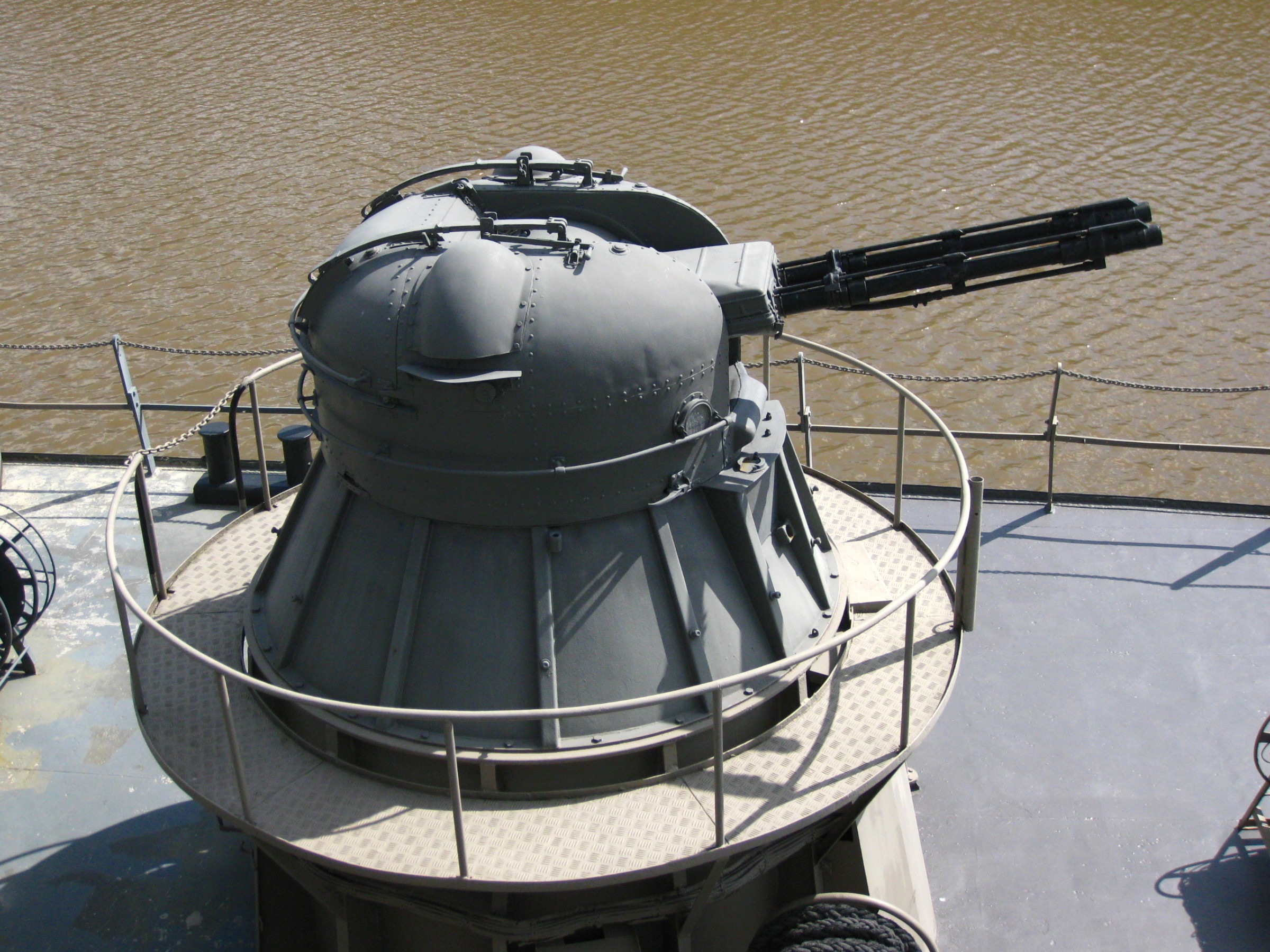
Canon AK-230